# Arbejdsmarkedspensionsordninger
Arbejdsmarkedspensionsordninger er typisk en del af ansættelsesforhold – via overenskomst eller ansættelsesaftaler – og dækker i dag en meget stor del af det danske arbejdsmarked. For de fleste, der i dag starter på arbejdsmarkedet, vil arbejdsmarkedspensionen formentlig komme til at udgøre langt den største del af den samlede pension.
Arbejdsmarkedspensionsordninger er kendetegnet ved, at de ofte har et meget lavere administrationsbidrag end andre pensionsordninger. Det skyldes fordele ved stordrift, administration af standardydelser, ingen krav om udbytte til ejerne, og pensionsordningen kan derfor udbetale en større pension til den enkelte modtager.
| Økonomi | Spire Denne artikel om økonomi er en spire som bør udbygges. Du er velkommen til at hjælpe Wikipedia ved at udvide den. |